# Manuel Sol
Bernardo Manuel Sol Sañudo (31 de agosto de 1973) é um ex-futebolista profissional mexicano que atuava como meia.

## Carreira
Manuel Sol representou a Seleção Mexicana de Futebol nas Olimpíadas de 1996.